# Carlota de Saxe-Hildburghausen
Catarina Carlota Jorgina Frederica Sofia Teresa de Saxe-Hildburghausen (em alemão: Katharina Charlotte Georgine Friederike Sophie Therese von Sachsen-Hildburghausen; 17 de junho de 1787 - 12 de dezembro de 1847) foi a filha de Frederico, Duque de Saxe-Altemburgo e da sua esposa, a duquesa Carlota Jorgina de Mecklemburgo-Strelitz.

## Primeiros anos
Carlota viveu num mundo de conspiração, política e guerra. O seu pai mal podia vê-la a ela e aos seus irmãos. A sua mãe era rígida e queria dar-lhe uma boa educação. Sendo a mais velha da família, Carlota tinha muitas responsabilidades, como tomar conta dos irmãos mais novos, estar presente em aulas importantes, influenciar os súbditos do seu ducado e ser um modelo a seguir. Carlota nunca perdia a esperança e teve sempre pensamentos positivos.

## Casamento e descendência
No dia 28 de setembro de 1805, Carlota casou-se com o príncipe Paulo de Württemberg, numa cerimónia extravagante. Contudo, o casamento não foi feliz. Os dois discutiam constantemente e dizia-se que Paulo tinha muitas amantes. Apesar de tudo o casal teve cinco filhos juntos:
1. Carlota (1807-1873), casada com o grão-duque Miguel Pavlovich da Rússia
2. Frederico (1808-1870), casado com a princesa Catarina Frederica de Württemberg, sua prima
3. Paulo (1809-1810), morreu com menos de um ano de idade
4. Paulina (1810-1856), casada com Guilherme, Duque de Nassau
5. Augusto (1813-1885), casado com Marie Bethge

Paulo não demorou a sair de casa e a mudar-se para Paris, o que deixou Carlota inconsolável. Pouco depois da morte de Carlota, Paulo voltou a casar-se e descreveu a sua primeira esposa como "uma figura perdida" em muitas páginas do seu diário.
Carlota era a avó materna da princesa Sofia de Nassau, que se tornou rainha-consorte da Suécia.

## Genealogia
| Carlota de Saxe-Hildburghausen | Pai: Frederico, Duque de Saxe-Altemburgo      | Avô paterno: Ernesto Frederico III, Duque de Saxe-Hildburghausen | Bisavô paterno: Ernesto Frederico II de Saxe-Hildburghausen    |
| Carlota de Saxe-Hildburghausen | Pai: Frederico, Duque de Saxe-Altemburgo      | Avô paterno: Ernesto Frederico III, Duque de Saxe-Hildburghausen | Bisavó paterna: Carolina Amália de Erbach-Fürstenau            |
| Carlota de Saxe-Hildburghausen | Pai: Frederico, Duque de Saxe-Altemburgo      | Avó paterna: Ernestina Augusta de Saxe-Weimar                    | Bisavô paterno: Ernesto Augusto I de Saxe-Weimar               |
| Carlota de Saxe-Hildburghausen | Pai: Frederico, Duque de Saxe-Altemburgo      | Avó paterna: Ernestina Augusta de Saxe-Weimar                    | Bisavó paterna: Sofia Carlota de Brandemburgo-Bayreuth         |
| Carlota de Saxe-Hildburghausen | Mãe: Carlota Jorgina de Mecklemburgo-Strelitz | Avô materno: Carlos II, Grão-Duque de Mecklemburgo-Strelitz      | Bisavô materno: Carlos Luís Frederico de Mecklemburgo-Strelitz |
| Carlota de Saxe-Hildburghausen | Mãe: Carlota Jorgina de Mecklemburgo-Strelitz | Avô materno: Carlos II, Grão-Duque de Mecklemburgo-Strelitz      | Bisavó materna: Isabel Albertina de Saxe-Hildburghausen        |
| Carlota de Saxe-Hildburghausen | Mãe: Carlota Jorgina de Mecklemburgo-Strelitz | Avó materna: Frederica de Hesse-Darmstadt                        | Bisavô materno: Jorge Guilherme de Hesse-Darmstadt             |
| Carlota de Saxe-Hildburghausen | Mãe: Carlota Jorgina de Mecklemburgo-Strelitz | Avó materna: Frederica de Hesse-Darmstadt                        | Bisavó materna: Maria Luísa de Leiningen-Falkenburg-Dagsburg   |